# Helius fulani
Helius fulani är en tvåvingeart som beskrevs av Alexander 1975. Helius fulani ingår i släktet Helius och familjen småharkrankar.
Artens utbredningsområde är Nigeria. Inga underarter finns listade i Catalogue of Life.